# Camillo Massimo
Camillo Massimo, även Massimi, född 20 juli 1620 i Rom, död 12 september 1677 i Rom, var en italiensk kardinal och ärkebiskop. Han var en betydande konstmecenat och beställde verk av bland andra Nicolas Poussin, Claude Lorrain, François Duquesnoy och Alessandro Algardi.

## Biografi
Camillo Massimo var son till markisen Giacomo Luigi Massimo och Giulia Serlupi. Han studerade vid La Sapienza i Rom, där han avlade doktorsexamen.
I december 1653 utnämndes Massimo till latinsk patriark av Jerusalem och biskopsvigdes den 4 januari påföljande år av kardinal Fabio Chigi i kyrkan San Silvestro al Quirinale i Rom. Kardinal Chigi assisterades vid detta tillfälle av ärkebiskop Giulio Rospigliosi och biskop Taddeo Altini. Från 1654 till 1656 var Massimo påvlig nuntie i Spanien.
Den 22 december 1670 upphöjde påve Clemens X Massimo till kardinal med Santa Maria in Domnica som titelkyrka. År 1676 deltog han i konklaven, vilken valde Innocentius XI till ny påve.
Kardinal Massimo var samlare av mynt, handskrifter och böcker. Han ansågs vara en av sin tids främsta kännare av grekiska och romerska mynt. År 1664 införskaffade Massimo Palazzo Albani, dagens Palazzo Albani del Drago, vid Quattro Fontane, där han förvarade sin omfattande konstsamling.
Kardinal Massimo avled 1677 och är begravd i Lateranbasilikan i Rom.

### Webbkällor
- ”MASSIMI, Camillo (1620–1677)” (på engelska). The Cardinals of the Holy Roman Church. Salvador Miranda. Arkiverad från originalet den 21 februari 2018. https://archive.today/20180221205611/http://webdept.fiu.edu/~mirandas/bios1670.htm%23Massimi#Massimi. Läst 21 februari 2018.
- ”Camillo Cardinal Massimi” (på engelska). Catholic Hierarchy. Arkiverad från originalet den 21 februari 2018. https://archive.today/20180221205735/http://www.catholic-hierarchy.org/bishop/bmassimo.html. Läst 21 februari 2018.